# André Bergsholm Kristensen
André Bergsholm Kristensen (* 15. März 2000 in Sandefjord) ist ein norwegischer Handballspieler.

## Karriere

### Im Verein
André Kristensen spielte bis 2018 für Sandefjord TIF. 2018 wechselte er zu ØIF Arendal. Darauf spielte er ab 2021 für Drammen HK. Im November 2022 wechselte er mit sofortiger Wirkung nach Portugal zu Sporting Lissabon. Mit Lissabon gewann er 2024 und 2025 die portugiesische Meisterschaft, den portugiesischen Pokal und den portugiesischen Supercup.

### In Auswahlmannschaften
Mit der norwegischen Jugend-Nationalmannschaft nahm er an der U18-Europameisterschaft 2018 teil und belegte mit dem Team den 11. Platz. Bei der U19-Weltmeisterschaft 2019 belegten sie den 12. Platz.
Im November 2024 gab er sein Debüt in der A-Nationalmannschaft gegen Dänemark. Er stand im Kader für die Weltmeisterschaft 2025 und erreichte mit der Auswahl den 10. Platz.